# 放生会

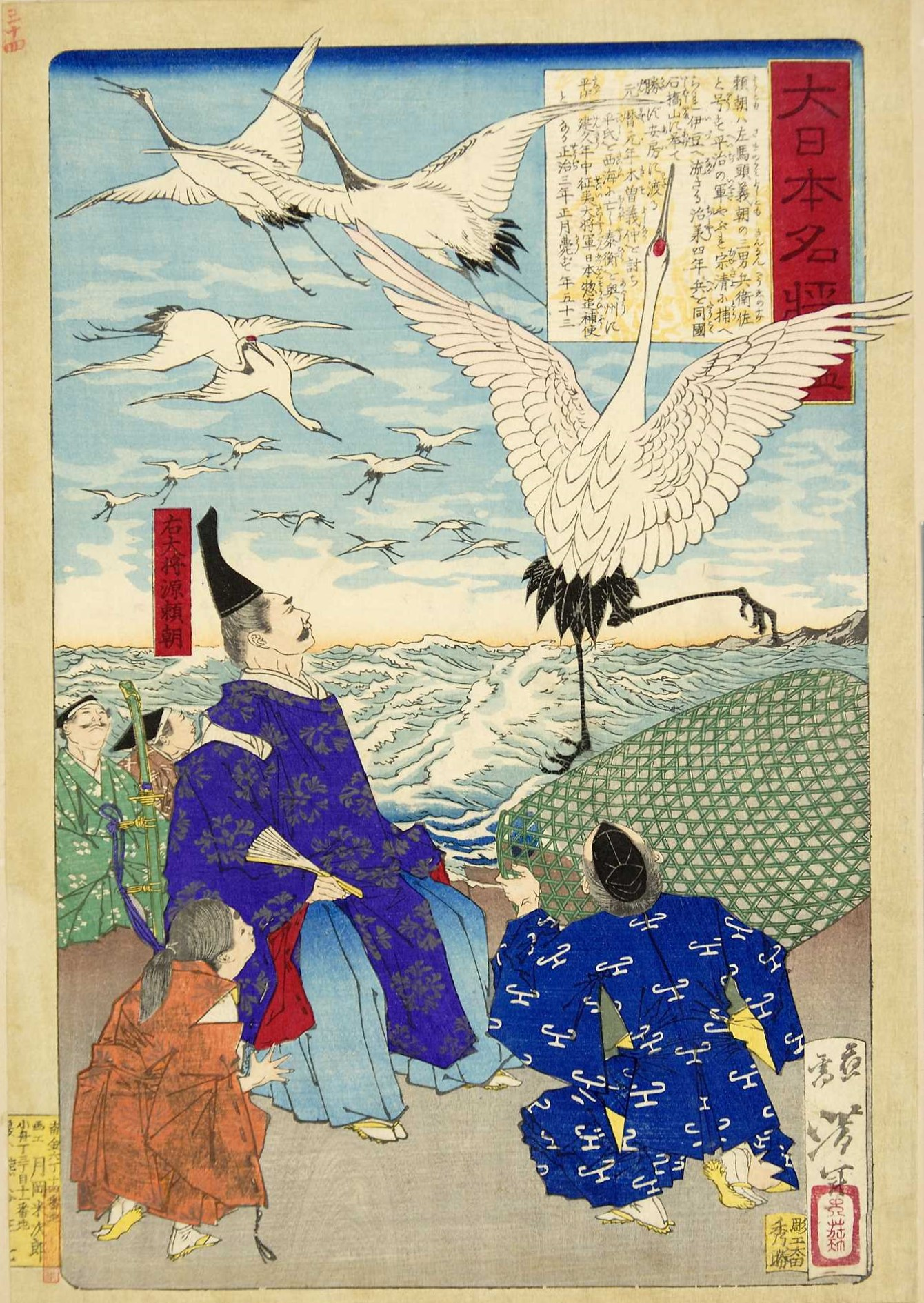
源頼朝が行なった鶴岡八幡宮の放生会を描いた月岡芳年の浮世絵。由比ガ浜で千羽の鶴を放ったと言われる。八幡神は源氏の氏神

放生会（ほうじょうえ）は、捕獲した魚や鳥獣を野に放し、殺生を戒める宗教儀式。放生会はインドに起源をもつ行事で、中国や日本にも伝えられたという。また、インド由来の六道輪廻説と中国の孝が一体化したものであるともいう。
福岡県福岡市の筥崎宮で行われる放生会のように、「ほうじょうや」と読む場合もある。

## 中国における放生会

### 起源
東アジアの大乗仏教の不殺生原理は『梵網経』が根拠となっており、これはインド由来の六道輪廻説と中国の孝が一体化する形で形成された。『梵網経』では、眼前の動物は六道を輪廻する衆生であり、代々の父母であり、我が身であるとする。
放生については『金光明経』にもその思想がみられ、特に末尾の『金光明経懺悔滅罪伝』は放生信仰を示すものになっている。この金光明経による放生会を最初に実行した人物が隋代の中国天台宗の開祖智顗であるといわれる。智顗は漁民が雑魚を捨てている様子を見て憐れみ、自身の持ち物を売っては魚を買い取って放生池に放した。

### 明代
明代末には万物一体を説く「生生思想」と為善応報の思想をもとに活動する「善会善堂」と呼ばれる結社が流行し、中国仏教の放生会も善会運動の一環として行われた。明代の放生会の隆盛には、雲棲祩宏の著書で人畜平等を説く『戒殺放生文』の影響も大きく、孝と輪廻に基づく東アジア仏教の生命観を背景にしている。

### 清代
清代以降の放生会については、現代まで寺院の日課テキストとして用いられている『禅門日誦』に雲棲祩宏の『放生儀』をもとにした放生儀礼が記されており、宝勝如来（宝生如来）の十号を唱える代わりに、施餓鬼会で唱える七如来が唱えられる。

## 日本における放生会

### 歴史
八幡宮の祭りである放生会も、本来殺生禁断の思想に基づいて生類を放つ仏教儀礼に由来する。
養老4年（720年）の大隅、薩摩両国の隼人の反乱を契機として、同年に誅滅された隼人の慰霊と滅罪を欲した宇佐八幡宮の祝大神諸男と禰宜尼大神杜女による八幡神の託宣により、宇佐八幡宮で放生会を執り行い
、石清水八幡宮では貞観4年（863年）に始まり、その後天暦2年（948年）に勅祭となった。
天武天皇5年（677年）8月17日に諸国へ詔を下し、放生を行わしめたのが初見であるが、殺生を戒める風はそれ以前にも見られたようで、敏達天皇の7年（578年）に六斎日に殺生禁断を畿内に令したり、推古天皇19年（611年）5月5日に聖徳太子が天皇の遊猟を諫したとの伝えもある。持統3年（689年）には近畿地方を中心とする数か所に殺生禁断の地が設けられ、定期的に放生会が開かれるようになった。聖武天皇の時代には放生により病を免れ寿命を延ばすとの意義が明確にされた。
律令体制の衰退とともに古代の国家制度としての放生会は衰滅していく一方、全国に八幡信仰が広まり、石清水八幡宮を中心に放生会が行われるようになった。
応仁の乱の後、石清水八幡宮での放生会も文明15年（1483年）に中断し、戦乱の世となったが、江戸時代の延宝7年（1679年）に徳川幕府から放生会料百石が下され、再開した。特に徳川綱吉による生類憐れみの令は、文治政治への転換期における殺生禁断令の集大成にあたる。
明治元年（1868年）4月24日に神仏分離のため仏教的神号の八幡大菩薩が明治政府によって禁止され、7月19日には宇佐神宮や石清水八幡宮の放生会は仲秋祭や石清水祭に改めさせられた。本祭開催日も、古来より1200年以上、旧暦8月15日の祭礼として行なわれてきたが、明治の廃仏毀釈により、10月10日（仲秋祭）への変更を余儀なくされた。
現代では収穫祭・感謝祭の意味も含めて春または秋に全国の寺院や、宇佐神宮（大分県宇佐市）を初めとする全国の八幡宮（八幡神社）で催される。特に京都府の石清水八幡宮や福岡県の筥崎宮のもの（筥崎宮では「ほうじょうや」と呼ぶ）は、それぞれ三勅祭、博多三大祭の一つに数えられ、多くの観光客を集める祭儀としても知られている。また、これらの行事にはウナギの取扱業者やフグの調理師などが参加する姿が見られる。

### 催事

#### 寺院
- 興福寺
- 例年4月17日寺の南にある猿沢池が放生池とされ、桶に入った鯉や金魚などを池に放していたが、 生態系への影響と行事本来の趣旨を考慮して、2024年より猿沢池にもともと生息しているモツゴなどの在来種を放つように変わった。興福寺は石清水八幡宮の放生会にも参加しているが、興福寺内で行なわれる春は仏教、石清水八幡宮で行なわれる秋は神仏習合の名残としての儀式である。
- 放生寺
放生会法要は、その開創当時から行われていたと伝えられ、現在は毎年スポーツの日に、日々食事で魚介、鳥、動物などの命をいただくことに感謝をする「放生供養法要」を厳修し、境内の放生池に金魚を放流する。

#### 神社
- 宇佐神宮
日本における放生会の起源であるとされるが、その内容はいくつかの点で独特である。
正式には陰暦8月15日であるが、現在は体育の日を最終日とする3日間（土曜日から月曜日）に催される。「仲秋祭」という名に改称されているものの、マスコミや観光客に限らず氏子など関係者も「放生会」と呼んでいる。放生会で放されるのは蜷（巻貝）である（通常は演出効果の意味もあり魚や鳥が使われる）。
- 石清水八幡宮
例年9月15日に石清水祭の中の儀式として執り行われる。
- 筥崎宮

読みは「ホウジョウヤ」。例年9月12日から18日に博多三大祭の1つとして盛大に行なわれる。「ナシもカキも放生会」と言われるほど、秋の行事として親しまれている祭である。
- 鶴岡八幡宮
『吾妻鏡』に文治3年（1187年）8月15日に放生会と流鏑馬が行なわれた記録がある。現在では毎年9月の例大祭で、境内の林に鈴虫を放つ「鈴虫放生祭」が行なわれる[13]。

## 放ち亀・放ち鳥等

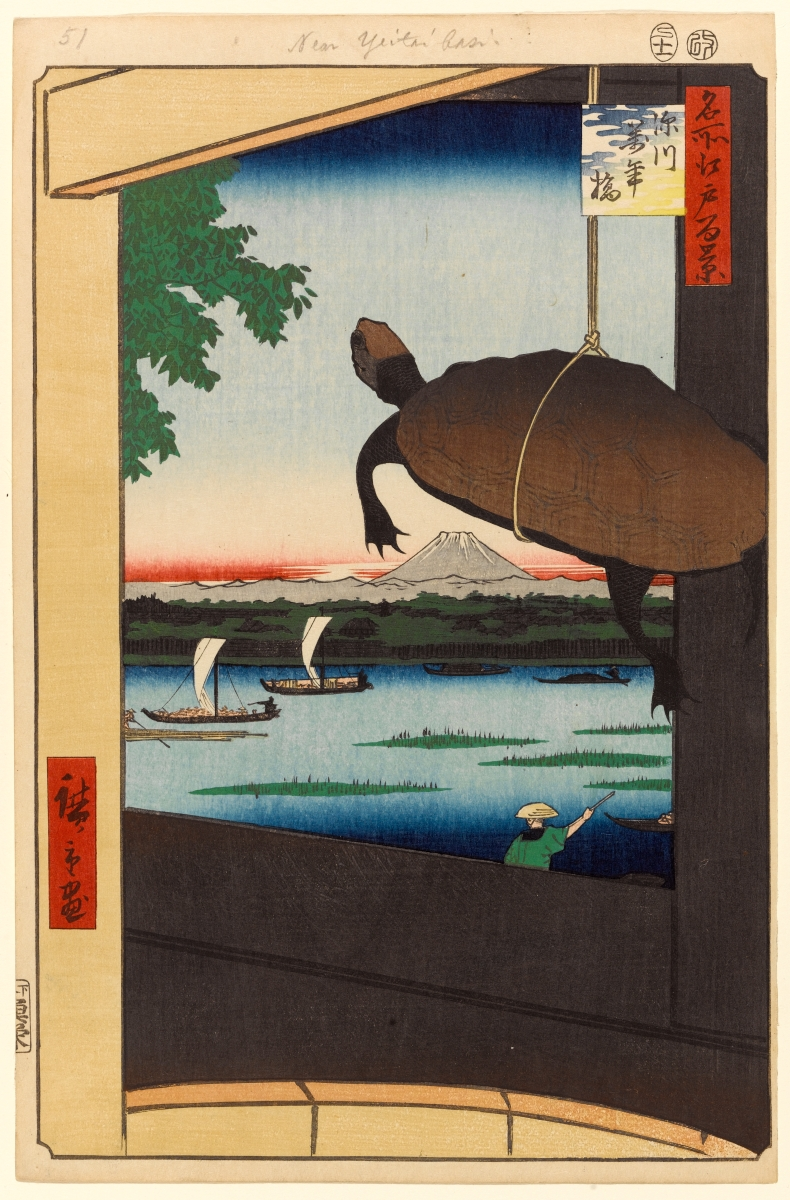
名所江戸百景 『深川万年橋』

放生会には放ち亀や放ち鳥などの行事が行われる。放生会で亀や魚を逃がすために寺院等に設けられた池を放生池という。
- かつては寺社近隣の河川で行われることもあり、亀屋から客が買って川に放した亀を、亀屋が再び捕獲してまた新たな客に売るという商売が行われていた。現在の日本では行われていないが、台湾、タイ、インドでは今でも放生用に亀や魚、蛙、貝、鳥などを売る店・業者が存在する。タイ語では人助けを含めて徳を富む行為として「タンブン」と呼ばれる。タイでは放す生き物によりご利益が異なると信じられている。鰻は金運、亀は長寿、小鳥は幸運・幸福などである[14]。
- 江戸時代の放生会は民衆の娯楽としての意味合いが強く、文化4年（1807年）には富岡八幡宮の放生会例大祭に集まった参拝客の重みで永代橋が崩落するという事故も記録されている。
- 小林一茶の｢放し亀　蚤も序（ついで）に　とばす也｣は亀の放生を詠んだ句である。
- 歌川広重の『名所江戸百景 深川万年橋』は亀の放生を描いた絵である。
- 落語『佃祭』には恩が帰るという話の本筋に関連して亀の放生に触れた脚本も有る。
- 落語『後生鰻』は鰻の放生を話の端緒としており、別題を『放生会』という。
- 天正最上の乱において、米沢城の最上義光を包囲した最上義守たちは、総攻撃を仕掛ける予定であったが、義守の側についていた伊達輝宗は放生会を理由に軍勢を引き上げてしまい、総攻撃は中止となった事がある。伊達は既に亘理元宗を通じて、優勢であった義光との和議を進めており、放生会を口実に軍勢を引き上げたと見られている。その後、義光有利の和議が成立し、天正最上の乱は終結した[15]。